# Lahnajärvi (sjö i Jämsä, Mellersta Finland, Finland)
Lahnajärvi eller Lahnavesi är en sjö i Finland. Den ligger i kommunen Jämsä i landskapet Mellersta Finland, i den södra delen av landet, 210 km norr om huvudstaden Helsingfors. Lahnajärvi ligger 98 meter över havet. I omgivningarna runt Lahnajärvi växer i huvudsak barrskog. Den är 7,62 meter djup. Arean är 2,13 kvadratkilometer och strandlinjen är 19,63 kilometer lång. Sjön  ingår i Kymmene älvs huvudavrinningsområde. 